# سلام غربی
سلام غربی (به عربی: سلام غربی) یک روستا در سوریه است که در ناحیه بری شرقی واقع شده‌است. سلام غربی ۱۳۴ نفر جمعیت دارد.